# Lukovo (Vrbovec)
Lukovo je naselje sjeverno od Vrbovca, Zagrebačka županija. 
Spominje se 1771. godine u kanonskoj vizitaciji kao Vlaška Luka. Feudalni su gospodari 1802. godine Patačić i Galjuf.
Vlastelinski marof nalazio se nekada 1880. godine u zaselku Josipovac, a u doba feudalizma do 1848. godine stanovnici su bili slobodnjaci, dužni služiti kao vojnici u vlastelinskom banderiju.

## Stanovništvo
| broj stanovnika | 195   | 220   | 202   | 242   | 316   | 354   | 338   | 358   | 313   | 325   | 304   | 259   | 238   | 187   | 181   | 184   | 149   |
|                 | 1857. | 1869. | 1880. | 1890. | 1900. | 1910. | 1921. | 1931. | 1948. | 1953. | 1961. | 1971. | 1981. | 1991. | 2001. | 2011. | 2021. |